# Franz Grehn
Franz Grehn (* 23. April 1948 in Würzburg) ist ein deutscher Ophthalmologe und Hochschullehrer.

## Leben
Grehn wuchs in Würzburg auf. Nach dem Abitur am Siebold-Gymnasium Würzburg 1967 studierte er Humanmedizin an den Universitäten Würzburg und Freiburg i. Br., wo er 1973 das Staatsexamen ablegte und wurde mit einer Arbeit über Zytophotometrie promoviert. Zu Studienbeginn wurde er in die Studienstiftung des deutschen Volkes aufgenommen.
Nach der Medizinalassistentenzeit in Innerer Medizin, Chirurgie und Augenheilkunde arbeitete er von 1974 bis 1976 mit einem Stipendium der Deutschen Forschungsgemeinschaft als Postdoc an der Abteilung für Neurophysiologie der Freien Universität Berlin bei O.-J. Grüsser, wo er am Tiermodell neuronale Veränderungen der retinalen Ganglienzellen bei erhöhtem Augeninnendruck und Ischämie untersuchte.
Anschließend absolvierte er die Facharztweiterbildung an der Universitäts-Augenklinik Freiburg i. Br. (unter G. Mackensen) und habilitierte sich 1984 über seine Untersuchungen zu neuronalen Veränderungen in einem experimentellen Glaukommodell, gefördert durch einen Sonderforschungsbereich der Deutschen Forschungsgemeinschaft. Aus seiner Position als leitender Oberarzt in Freiburg und nach zwei abgelehnten Rufen auf Chefarztpositionen wurde Franz Grehn auf den Lehrstuhl der Universitäts-Augenklinik in Mainz berufen, den er von 1990 bis 1995 innehatte. Nach zwei weiteren Rufen bekleidete er ab 1995 den Lehrstuhl der Universitäts-Augenklinik Würzburg bis zu seinem Ausscheiden Ende 2014.
Er ist derzeit Seniorprofessor an der Universitäts-Augenklinik Würzburg und Senior Clinical Expert an der Universitäts-Augenklinik Mainz.
Neben seiner beruflichen Tätigkeit widmet er sich der klassischen Kammermusik. Neben Marcus Blum ist er Ko-Leiter der Benefizaktion „DOG in Concert“, bei der Ophthalmologen zugunsten der Stiftung Auge musizieren.
Er ist mit der Kinderärztin Dörte Grehn verheiratet und hat drei Söhne.

## Wissenschaftliche Schwerpunkte
Schwerpunkt seiner Forschung sind die verschiedenen Formen des Glaukoms („grüner Star“). Hierzu richtete er an der Würzburger Augenklinik in der Grundlagenforschung ein zellbiologisches Labor (G. Schlunck) und ein elektrophysiologisch-psychophysisches Labor (T. Meigen) ein. Der klinische Schwerpunkt lag bei ihm auf den verschiedenen Behandlungsmöglichkeiten des Glaukoms, insbesondere der Entwicklung neuer Operationstechniken (zusammen mit T. Klink). In letzter Zeit beschäftigt er sich verstärkt mit den seltenen Glaukomformen bei Kindern (Deutsches Kinderglaukomzentrum Mainz). An der Würzburger Klinik förderte er die Schwerpunkte Hornhauterkrankungen mit Aufbau einer Hornhautbank (G. Geerling), die Schielbehandlung und Neuroophthalmologie (H. Steffen), die plastische und Orbitachirurgie (W. Lieb) sowie die Biometrie (W. Haigis). Während seiner Tätigkeit in Mainz und Würzburg wurden vier seiner Mitarbeiter auf Lehrstühle berufen. Mehrere Mitarbeiter wechselten auf Chefarztpositionen großer Augenkliniken.
Grehn ist Autor des Studentenlehrbuchs Augenheilkunde, Herausgeber mehrerer Handbücher und hat 150 wissenschaftliche Aufsätze publiziert. Er ist im Editorial Board mehrerer Fachzeitschriften.

## Mitgliedschaften
Grehn ist Mitglied verschiedener nationaler und internationaler Fachgesellschaften und Ehrenmitglied der Deutschen Ophthalmologischen Gesellschaft (DOG). Er war 2002/2003 Präsident der DOG, danach bis 2013 deren Schriftführer. Zusammen mit Anselm Kampik organisierte und betreute er die Essener Fortbildung für Augenärzte (ab 1995) und danach (ab 2000) die Augenärztliche Akademie Deutschland (AAD) Düsseldorf. 2012–2013 war er Präsident der World Glaucoma Association, 2012–2016 Präsident der Glaucoma Research Society und bekleidete verschiedene Ämter bei der European Glaucoma Society. 2016 war er Kongress-Ehrenpräsident der International Society for Glaucoma Surgery (ISGS). Er ist Ehrenmitglied zahlreicher internationaler Glaukomgesellschaften und wurde mit mehreren nationalen und internationalen wissenschaftlichen Preisen ausgezeichnet. Franz Grehn ist Ehrendoktor der Universität Iași (Rumänien).
Er ist korrespondierendes Mitglied der Mainzer Akademie der Wissenschaften und der Literatur.

## Ehrungen und Auszeichnungen
- 1986: Chibret International Award, ICO Rome[13]
- 1989: DOG-Glaucoma-Preis[14]
- 1997: Ehrendoktor der Universität Iași, Rumänien[7][15]
- 2001: Corresponding Member of the Academy of Sciences of Mainz[7]
- 2002: Honorary Member of the Croatian Society of Ophthalmology[7]
- 2005: Honorary Member of the Romanian Academy of Medical Sciences Iași[7]
- 2009: Honorary Member of the Union of Bulgarian Ophthalmologists
- 2009: Médaille d’Or Paul Chibret[16]
- 2011: Honorary member of the Italian Glaucoma Society[7]
- 2014: Keynote Lecture Deutsche Ophthalmologische Gesellschaft
- 2014: Honorary Member of the Bulgarian Glaucoma Society[7]
- 2015: Honorary President of the International Society of Glaucoma Surgery[12]
- 2015: Ehrenmitglied der Deutschen Ophthalmologischen Gesellschaft

## Veröffentlichungen (Auswahl)
- Augenheilkunde. (Erstauflage: 1993) 32., erweiterte Auflage. Springer-Verlag, Berlin 2019, ISBN 978-3-662-59153-6.
- mit M. Prost: Function of retinal nerve fibers depends on perfusion pressure: neurophysiologic investigations during acute intraocular pressure elevation. In: Investigative Ophthalmology & Visual Science. März 1983, 24 (3), ISSN 0146-0404, S. 347–353 (iovs.arvojournals.org).
- mit T. Fleig, E. Schwarzmüller: Thymoxamine: a miotic for intraocular use. In: Graefe’s archive for clinical and experimental ophthalmology. 1986, 224 (2), ISSN 0721-832X, S. 174–178, doi:10.1007/BF02141493.
- mit R. Sundmacher: Fixation of posterior chamber lenses by transscleral sutures: technique and preliminary results. In: Archives of ophthalmology. Juli 1989, 107 (7), ISSN 0003-9950, ISSN 0093-0326, S. 954–955, doi: 10.1001/archopht.1989.01070020016007.
- mit N. Pfeiffer: Improved suture for fornix-based conjunctival flap in filtering surgery. In: International Ophthalmology. September 1992, 16 (4–5), ISSN 0165-5701 (Print), ISSN 1573-2630 (Online), S. 391–396, doi:10.1007/BF00917998.
- mit G. Picht, U. Welge-Luessen, E. Lütjen-Drecoll: Transforming growth factor beta 2 levels in the aqueous humor in different types of glaucoma and the relation to filtering bleb development. In: Graefe’s archive for clinical and experimental ophthalmology. März 2001, 239 (3), ISSN 0721-832X, S. 199–207, doi:10.1007/s004170000252.
- mit G. Kiefer, O. Schwenn, F. Grehn: Correlation of postoperative axial length growth and intraocular pressure in congenital glaucoma – a retrospective study in trabeculotomy and goniotomy. In: Graefe’s archive for clinical and experimental ophthalmology. Dezember 2001, 239 (12), ISSN 0721-832X, S. 893–899, doi:10.1007/s00417-001-0377-3.
- mit D. Marquardt, W. E. Lieb: Intensified postoperative care versus conventional follow-up: a retrospective long-term analysis of 177 trabeculectomies. In: Graefe’s archive for clinical and experimental ophthalmology. Februar 2004, 242 (2), ISSN 0721-832X, S. 106–113, doi:10.1007/s00417-003-0775-9.
- mit J. Klink, B. Schmitz, W. E. Lieb, T. Klink, H. J. Grein, J. Sold-Darseff, A. Heinold: Filtering bleb function after clear cornea phacoemulsification: a prospective study. In: British journal of ophthalmology. Mai 2005, 89 (5), ISSN 0007-1161, S. 597–601, doi:10.1136/bjo.2004.041988.
- mit A. Alsheikheh, J. Klink, T. Klink, H. Steffen: Long-term results of surgery in childhood glaucoma. In: Graefe’s archive for clinical and experimental ophthalmology. Februar 2007, 245 (2), ISSN 0721-832X, S. 195–203, doi:10.1007/s00417-006-0415-2.
- mit T. Meyer-Ter-Vehn, G. Schlunck: Localization of TGF-beta type II receptor and ED-A fibronectin in normal conjunctiva and failed filtering blebs. In: Molecular vision. 25. Januar 2008, 14, ISSN 1090-0535, S. 136–141 (molvis.org).
- Congenital glaucoma surgery: a neglected field in ophthalmology? In: British journal of ophthalmology. Januar 2008, 92 (1), ISSN 0007-1161, S. 1–2, doi:10.1136/bjo.2007.126458.
- mit E. R. Tamm, L. Schmetterer: Status and perspectives of neuroprotective therapies in glaucoma: the European Glaucoma Society White Paper. In: Cell & tissue research. August 2013, 353 (2), ISSN 0302-766X (Print), ISSN 1432-0878 (Online), S. 347–354, doi:10.1007/s00441-013-1637-3.
- mit J. Matlach, M. Hipp, M. Wagner, P. U. Heuschmann, T. Klink: A comparative study of a modified filtering trabeculotomy and conventional trabeculectomy. In: Clin Ophthalmol. 13. März 2015, 9, ISSN 1177-5483, S. 483–492, doi:10.2147/OPTH.S74853.
- mit G. Schlunck, T. Meyer-ter-Vehn, T. Klink: Conjunctival fibrosis following filtering glaucoma surgery. In: Experimental eye research. Januar 2016, 142, ISSN 0014-4835, S. 76–82, doi:10.1016/j.exer.2015.03.021.
- mit E. Hoffmann, T. Klink: XEN-Baerveldt Implantation May Be Helpful to Avoid Late Corneal Complications. In: Journal of glaucoma. November 2017, 26 (11), ISSN 1057-0829 (Print), ISSN 1536-481X (Online), S. e258–e259, doi:10.1097/IJG.0000000000000769.